# Чавдар Єлизавета Іванівна
Єлизаве́та Іва́нівна Чавда́р  (23 лютого 1925, Одеса — 27 листопада 1989, Київ) — українська радянська оперна співачка, народна артистка СРСР (1952). Народна артистка Української РСР (1951). Професор та завідувач кафедри сольного співу Київської консерваторії.

## Біографічні дані
Народилася 23 лютого 1925 в Одесі в робітничій родині.
Після закінчення школи 1943-го, Єлизавета вступила до Одеського університету на філологію. Проте вже через рік, після зустрічі із професором Одеської консерваторії Ольгою Миколаївною Аслановою вона стала студенткою Одеської консерваторії.
Після другого курсу Єлизавету переводять на четвертий курс, її залучають до участі у виставах Оперної студії консерваторії, де Єлизавета Чавдар виконала свою першу сценічну партію пажа Керубіно у «Весіллі Фігаро» Моцарта. 1948 року закінчила із червоним дипломом навчання в Одеській консерваторії і її запрошують на звітний концерт найкращих випускників консерваторій України, де вона виконала арію Розіни з опери «Севільський цирульник». Після блискучого виступу її запросили на роботу до столичного Київського театру опери і балету.
Протягом 1948—1968 років — солістка Київського театру опери та балету. Народна артистка СРСР (1952).
Від 1949 року виступала в багатьох країнах Європи, в Канаді, Китаї та Індії. Здобула першу премію на міжнародному конкурсі співаків-солістів у Берліні 1951.
У 1968—1989 викладала в Київській консерваторії, де очолювала кафедру сольного співу. З 1979 обіймала посаду професора. Серед її учнів були Н. Біорро (Кравцова), В. Лук'янець, Л. Колос, А. Солов'яненко, Л. Давімко, Р. Кузнецова.

Могила Єлизавети Чавдар, Байкове кладовище

Єлизавета Чавдар була постійним членом журі Міжнародного конкурсу ім. П. І. Чайковського, Всесоюзного конкурсу ім. М. І. Глінки, республіканського конкурсу ім. М. В. Лисенка.
Померла після тяжкої хвороби на 65-му році життя 27 листопада 1989 року в Києві. Похована на Байковому кладовищі разом із родиною (ділянка № 31, 50°25′18.4″ пн. ш. 30°30′21.85″ сх. д. / 50.421778° пн. ш. 30.5060694° сх. д.).

## Головні партії
- Марильця, Венера («Тарас Бульба», «Енеїда» М. Лисенка).
- Йолан («Милана» Г. Майбороди).
- Джильда, Віолетта («Ріґолетто», «Травіата» Дж. Верді).
- Розіна («Севільський цирульник» Дж. Россіні).
- Мюзетта («Богема» Дж. Пуччині).
- Лючія («Лючія ді Ламмермур» Г. Доніцетті) та ін.

## Вшанування пам'яті

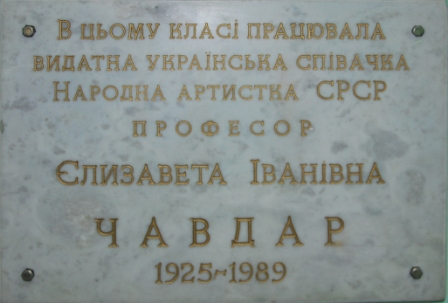
Меморіальна дошка Єлизаветі Чавдар в приміщенні Київської консерваторії

На честь співачки названо вулицю у Києві. У Київській консерваторії їй встановлено меморіальну дошку.